# 侯子光
侯子光（？—337年），中國五胡十六國前期人物，後趙安定（今中國甘肅省涇川縣）人。

## 生平
侯子光二十歲左右就儀表堂堂，自稱「佛太子」，又稱從「大秦國」來，要當「小秦國」的國王，並改名李子楊。337年，在杜南山（今終南山）聚眾數千人，自稱「大黃帝」，改元龍興。
不久侯子光被後趙將領石廣討滅，將其斬首。據《晉書》記載，侯子光被殺後脖子未出血，經過十餘日後，臉色仍和活人一樣。

## 引文
1. ↑  房玄齡.  . 维基文库.「安定人侯子光，弱冠美姿儀，自稱佛太子，從大秦國來，當王小秦國。易姓名為李子楊，游于鄠縣爰赤眉家，頗見其妖狀，事微有驗。赤眉信敬之，妻以二女，轉相扇惑。京兆樊經、竺龍、嚴諶、謝樂子等聚眾數千人於杜南山，子楊稱大黃帝，建元曰龍興。赤眉與經為左右丞相，龍、諶為左右大司馬，樂子為大將軍。鎮西石廣擊斬之。子楊頸無血，十餘日而面色無異於生。」
2. ↑  司馬光.  . 维基文库.「〔咸康二年七月〕安定侯子光，自稱佛太子，云從大秦國來，當王小秦國，聚眾數千人於杜南山，自稱大黃帝，改元龍興。石廣討斬之。」